# Irak aux Jeux olympiques d'été de 2016
L'Irak participe aux Jeux olympiques d'été de 2016 à Rio de Janeiro au Brésil du 5 août au 21 août. Il s'agit de sa 14e participation à des Jeux d'été.

## Aviron
Légende: FA = finale A (médaille) ; FB = finale B (pas de médaille) ; FC = finale C (pas de médaille) ; FD = finale D (pas de médaille) ; FE = finale E (pas de médaille) ; FF = finale F (pas de médaille) ; SA/B = demi-finales A/B ; SC/D = demi-finales C/D ; SE/F = demi-finales E/F ; QF = quarts de finale; R= repêchage
| Athlète                   | Compétition  | Séries  | Séries | Repêchage | Repêchage | Quarts de finale | Quarts de finale | Demi-finales | Demi-finales | Finale | Finale |
| Athlète                   | Compétition  | Temps   | Rang   | Temps     | Rang      | Temps            | Rang             | Temps        | Rang         | Temps  | Rang   |
| ------------------------- | ------------ | ------- | ------ | --------- | --------- | ---------------- | ---------------- | ------------ | ------------ | ------ | ------ |
| Mohammed Jasim Al-Khafaji | Skiff hommes | 7:25.04 | 5 R    | 7:14.38   | 2 QF      | 8:29.76          | 6 SC/D           | 7:48.31      | 6 FD         |        |        |

## Football

### Tournoi masculin
L'équipe d'Irak olympique de football gagne sa place pour les Jeux lors du Championnat d'Asie de football des moins de 23 ans 2016.